# 龍培
龍培（1772年—1820年），字茂昭，号香南、石闾山人，望江縣人。清朝官员、同進士出身。
嘉慶十二年，鄉試中舉。嘉慶十四年，登進士，授甘泉縣知縣。著有《绎堆集》、《石闾山人随笔》。